# Artenschutzprogramm
Als Artenschutzprogramm bezeichnet man ein Bündel von abgestimmten Maßnahmen zur Sicherung des Überlebens einer oder mehrere Tier- oder Pflanzenarten. Mittels Roter Listen und geographischer Verbreitungsangaben lassen sich die in bestimmten Ländern oder Regionen prioritär zu schützenden Arten identifizieren. 
Mittels Artenschutzprogrammen oder Aktionsplänen werden so für ein ausgewähltes Set an besonders gefährdeten Arten spezifische Schutz- oder Fördermaßnahmen geplant und ergriffen.
- Artenschutzprogramme versuchen, das Aussterben von Arten durch menschliche oder natürliche Umwelteinwirkungen (Katastrophen) zu verhindern.
- Aktionspläne versuchen, mittels geeigneter Maßnahmen die Populationen zu vergrößern und Neuansiedlungen zu ermöglichen, um das Aussterberisiko von Arten zu verringern.